# Sloveniens herrlandslag i innebandy
Sloveniens herrlandslag i innebandy representerar Slovenien i innebandy på herrsidan.

## Historik
Laget spelade sin första landskamp den 5 februari år 2000, då man utklassade Belgien med 13-2. Slovenien spelade sitt första värdsmästerskap i VM i Malmö 2024. Landet lottades mot Danmark, Polen och Thailand. Man gjorde en stark debut med två oavgjorda matcher och en förlust, men åkte hem efter gruppspelet. 

### Fotnoter
1. ↑  ”International Floorball Federation”. http://www.floorball.org/default.asp?kieli=826&sivu=152&alasivu=152. Läst 22 augusti 2011.